# Lysimachia linguiensis
Lysimachia linguiensis là một loài thực vật có hoa trong họ Anh thảo. Loài này được C.Z. Gao mô tả khoa học đầu tiên năm 1981.